# 柳田直和
柳田 直和（やなぎだ なおかず、9月19日 - ）は、日本の漫画家。別名に「柳田なお」がある。

## 略歴
主に4コマ漫画を描く漫画家。読者ページの常連投稿者だったアニメ情報誌『月刊OUT』にて連載を持った後、イラストレーターや雑誌のライターなどを経て現在に至る。過去にスーパーやハンバーガーショップで働いていた経験を生かした内容の作品が多いのが特徴。
また双葉社の『4コマまんが王国』で長年ゲーム4コマを描いていたのも有名。

## 作品リスト

### 連載終了の作品
- 離島あいランド（まんがタウン）
- ブーイングMYご近所!（別冊・本当にあった笑える話）
- うしろむきでOK!（まんがホーム）
- スーパーガールえりか（まんがタウンオリジナル）
- スマイル! ひな・正社員篇（まんがタウン）
- 大丈夫です! サクセス社（まんがホーム・まんがタイムジャンボ）
- 千秋ツーフェイス（まんがタイム・まんがタイムスペシャル）
- ママはアイドル（まんがホーム）